# Ingreso mínimo vital
En España, el ingreso mínimo vital (IMV) es una prestación económica garantizada por la Seguridad Social en su modalidad no contributiva. El IMV se define como un «derecho subjetivo» y tiene por objeto prevenir el riesgo de pobreza y exclusión social de las personas que vivan solas o integradas en una unidad de convivencia, cuando se encuentren en una situación de vulnerabilidad por carecer de recursos económicos suficientes para la cobertura de sus necesidades básicas. La prestación, que no es fija y varía en función de diversos factores, oscila entre los 461,5 y los 1015 euros. Se actualiza año a año desde su aprobación. Para el año 2025 se ha establecido en 658,81 € mensuales para un beneficiario individual.
El ingreso mínimo vital fue diseñado por el Ministerio de Inclusión, Seguridad Social y Migraciones, liderado por el ministro José Luis Escrivá, a través del Instituto Nacional de la Seguridad Social y la Secretaría General de Objetivos y Políticas de Inclusión y Previsión Social, con la colaboración de la Agencia Estatal de Administración Tributaria y el Ministerio de Derechos Sociales y Agenda 2030. Se aprobó el 29 de mayo de 2020, entrando en vigor el 1 de junio del mismo año. El 10 de junio el Congreso de los Diputados apoyó la medida sin ningún voto en contra, si bien el partido Vox se abstuvo. El FMI expresó su apoyo al ingreso mínimo vital en España, calificándolo de «esencial».

## Requisitos para solicitar el ingreso mínimo vital
Para solicitar el ingreso mínimo vital existen una serie de requisitos que hay que cumplir:
- La edad tiene que estar comprendida entre 23 y 65 años.
- La residencia legal tiene que estar en España de forma continuada e ininterrumpida. Esto se tiene que cumplir durante el año anterior a la presentación de la solicitud.
- Hay que demostrar que tu situación es de vulnerabilidad económica. Para determinarlo se analizará el nivel de ingresos y el patrimonio de la persona solicitante y de su unidad de convivencia.
- Tener solicitadas las prestaciones y pensiones a las que tengas derecho. Aquí no se incluyen los salarios sociales, rentas mínimas de inserción o ayudas similares de cada comunidad autónoma.
- Estar dado de alta como demandante de empleo en el SEPE. Tienes un plazo de 6 meses para hacerlo desde el momento de la solicitud.
- Si tu edad está entre 23 y 29 años tienes que haber vivido independientemente durante al menos tres años antes del momento de presentar la solicitud.